# Themgoroth
Themgoroth – polski zespół black/gothic metalowy założony w Cieszynie w 1991 roku. Założycielami byli Piotr „Evil” Dawid (gitara), Marek „Askalon” Herrman (perkusja), Mirosław Dziadek (wokal) i Piotr Deckert-Firla (gitara basowa). Następnie do grupy dołączył klawiszowiec Mariusz Mrózek.

## Historia zespołu
W roku 1994 zespół nagrał pierwsze demo, natomiast pierwszy album studyjny „Gate to the Unknown…” wyszedł w roku 1995 i reprezentował klasyczny black metal. Cechą unikalną był fakt, iż album wydano od razu jako CD, co wówczas było ewenementem na rynku polskim. Rok później płyta trafiła do oficjalnej dystrybucji Nuclear Blast Records. Wydawnictwo to zostało zauważone i docenione również za granicą. Bezpośrednio potem zespół rozpoczął serię koncertów promujących w klubach całej Polski.
Po wypadku w 1997 roku, w którym zginęła część zespołu, zespół przechodził częste zmiany składu (m.in. klawiszowiec założył solowy projekt Sammach), odszedł Mariusz Mrózek (na jego miejsce dołączył klawiszowiec Piotr Wójcik) oraz flecistka Magda Wodniak. Rok później, 26 października 1998, wyszło Mini – LP o tytule „Highway to the Unknown”, które zostało poświęcone pamięci Piotra Deckerta-Firli. W roku 2004 zespół pracował nad nowym materiałem, w ten sposób powstało EP Gate to the Unknown... przeznaczone jedynie dla członków zespołu (wliczając w to także byłych członków). W tym samym roku zespół rozpadł się.

## Dyskografia

### Dema
- Demo (1994)[3]

### Albumy Studyjne
- „Gate to the Unknown…” (1995) - Amber/Erebos Productions/Nuclear Blast
- „Highway to the Unknown” (1998) - Dagdy Music

## Członkowie

### Ostatni znany skład
- Piotr „Evil” Dawid (wokal, gitara)
- Grzegorz „Bitels” Dawid (perkusja)
- Adrian „Svaruman” Swarowski (gitara basowa)
- Paweł Kucypera „Fiosaiche” (wokal, gitara)

### Byli członkowie
- Piotr Deckert-Firla (gitara basowa)
- Piotr  „Smrtan” Wójcik (klawisze)
- Dariusz Chmielowski (gitara basowa)
- Mariusz Mrózek (klawisze)
- Marek Herrman (perkusja)
- Sylwia Czapek (wokal)
- Dominik Gryżboń (gitara)